# Шепси (гробница)
Шепси — археологический памятник, мегалитическая гробница или дольмен, относится к новосвободненской культуре эпохи ранней бронзы. Была обнаружена в 2012 году в русле реки Шепси на территории одноимённого села Краснодарского края. Внутри находились костные останки примерно 20 человек и различные предметы погребального инвентаря, а также занесённые водой. Радиоуглеродный анализ показал, что возраст находок около 5000 лет.

## История открытия
В начале июня 2012 года местные дети обнаружили «дольмен» на правом затапливаемом низком берегу реки Шепси, фактически в русле. Разлившаяся река подмыла грунт, и жители увидели верхнюю часть сооружения, кости и осколки керамики. Крышки не было, возможно, именно её нашли позднее ниже по течению. Также неподалёку, но выше, на второй речной террасе, находится несколько ранее уже известных классических дольменов. Также обнаружено древнее поселение, содержащее слои новосвободненской и дольменной культур. Местные жители незначительно перекопали погребение, но и производили кое-какую охрану. Хотя в древности останков никто не сомневался, часть костей забрали полицейские на экспертизу. Кроме перемещения со своих мест артефактов и некоторых плит, к приезду археологической экспедиции ещё и пропали некоторые предметы, в том числе и каменный шар. Хотя последний был найден поблизости и, скорее, имеет природное происхождение, так как подобные находят в горных реках.

## Описание
Гробница Шепси имеет трапециевидную форму в плане и прямоугольную в фас. Её форма в профиль и высота не известны, так как стены сверху разрушены рекой примерно на 30 см. Ориентирована входом на Ю-В. Построена из достаточно тонких каменных плит, поверхность которых частично подработана, но не имеет пазов. В портальной плите имеется округло-квадратное входное отверстие 45×45 см, с глубоким пазом по краю, который, скорее, подквадратной формы. Оно могло закрываться или вкладышем из тонкой плитки, или приставной плитой. Пол камеры выложен мелкими плитами. К портальной стороне приставлены ещё две плиты, образующие тамбур — проход сквозь насыпь из валунов (каирн). Под сооружением нет фундамента, а плиты его стен вкопаны на различную глубину. Только под портальной плитой имеется выравнивающая забутовка из мелких камней. По всем признакам — это подземная гробница, которая неустойчива без подпора снаружи. Первоначально гробница находилась на речной террасе и под курганом. Уверенно можно говорить только о его ядре из валунов.
После поднятия уровня реки гробница и поселение были перекрыты речными отложениями толщиной в 2—3 м. Это место было заросшим кустарником и деревьями до 2010 г., когда его размыло рекой.
Внутри гробницы находились останки примерно 20 человек разного возраста и пола. Умершие хоронились с интервалом, в течение которого ткани частично или полностью разлагались. Учёным удалось установить первоначальную позу погребения только у двух самых ранних костяков: они лежали на правом боку, сильно скорченные, головой к входу.
В погребальной камере были найдены осколки пяти керамических сосудов (два кубка, горшочек, миска), маленький бронзовый нож, спиральное кольцо, обломки роговых булавок, костяной наконечник стрелы, подвеска из гальки и несколько овечьих альчиков. Имевшийся также железный наконечник стрелы, не являлся инвентарём, а был принесён рекой.

## Датировка и принадлежность
Проводился радиоуглеродный анализ костных останков, найденных в гробнице. По их данным, погребения производились около 300 лет примерно в 3300—2900 гг. до н. э. Через 500 лет каирн покрывает культурный слой, датируемый 2500—2400 гг. до н. э. Весь погребальный инвентарь относятся к новосвободненской культуре. Бо́льшая часть архитектурных особенностей гробницы, кроме трапециевидного плана и открытого прохода (тамбура) в каирне, соответствует уже известным новосвободненским памятникам. Ориентировка гробницы и костяков также это подтверждают. Некоторые черты, присущие собственно дольменам, позволяют говорить о переходном этапе или культурном влиянии.
Ближайшими аналогами гробницы Шепси являются также обнаруженная в русле реки гробница Псыбе и две однокамерные гробницы из курганов в урочище Клады, все относящиеся к новосвободненской культуре. При этом они, как и гробница Шепси, имеют и признаки уже следующего периода — средней бронзы, то есть влияния дольменной культуры.